# Lysandra pontica
Lysandra pontica är en fjärilsart som beskrevs av Courvoisier 1911. Lysandra pontica ingår i släktet Lysandra och familjen juvelvingar. Inga underarter finns listade i Catalogue of Life.